# Championnat DTM 2020
Navigation
2019 2021
Le championnat Deutsche Tourenwagen Masters 2020 est la 21e saison du DTM depuis sa renaissance en 2000. Cette saison est la dernière avec les voitures de la catégorie "Class One".

## Écuries et pilotes
Toutes les voitures sont équipées de pneumatiques Hankook.
| Constructeurs | Voitures           | Moteur        | Écuries                        | n° | Pilotes               | Manches |
| ------------- | ------------------ | ------------- | ------------------------------ | -- | --------------------- | ------- |
| Audi          | Audi RS5 Turbo DTM | Audi 2.0 TFSI | Audi Sport Team Abt Sportsline | 4  | Robin Frijns          | Toutes  |
| Audi          | Audi RS5 Turbo DTM | Audi 2.0 TFSI | Audi Sport Team Abt Sportsline | 51 | Nico Müller           | Toutes  |
| Audi          | Audi RS5 Turbo DTM | Audi 2.0 TFSI | Audi Sport Team WRT            | 10 | Harrison Newey        | Toutes  |
| Audi          | Audi RS5 Turbo DTM | Audi 2.0 TFSI | Audi Sport Team WRT            | 13 | Fabio Scherer         | Toutes  |
| Audi          | Audi RS5 Turbo DTM | Audi 2.0 TFSI | Audi Sport Team WRT            | 62 | Ferdinand Habsburg    | Toutes  |
| Audi          | Audi RS5 Turbo DTM | Audi 2.0 TFSI | Audi Sport Team Phoenix        | 19 | Benoît Tréluyer       | 8       |
| Audi          | Audi RS5 Turbo DTM | Audi 2.0 TFSI | Audi Sport Team Phoenix        | 28 | Loïc Duval            | 1-7, 9  |
| Audi          | Audi RS5 Turbo DTM | Audi 2.0 TFSI | Audi Sport Team Phoenix        | 99 | Mike Rockenfeller     | Toutes  |
| Audi          | Audi RS5 Turbo DTM | Audi 2.0 TFSI | Audi Sport Team Rosberg        | 33 | René Rast             | Toutes  |
| Audi          | Audi RS5 Turbo DTM | Audi 2.0 TFSI | Audi Sport Team Rosberg        | 53 | Jamie Green           | Toutes  |
| BMW           | BMW M4 Turbo DTM   | BMW P48 Turbo | Orlen Team ART                 | 8  | Robert Kubica         | Toutes  |
| BMW           | BMW M4 Turbo DTM   | BMW P48 Turbo | BMW Team RMG                   | 11 | Marco Wittmann        | Toutes  |
| BMW           | BMW M4 Turbo DTM   | BMW P48 Turbo | BMW Team RMG                   | 16 | Timo Glock            | Toutes  |
| BMW           | BMW M4 Turbo DTM   | BMW P48 Turbo | BMW Team RMR                   | 22 | Lucas Auer            | Toutes  |
| BMW           | BMW M4 Turbo DTM   | BMW P48 Turbo | BMW Team RMR                   | 27 | Jonathan Aberdein     | Toutes  |
| BMW           | BMW M4 Turbo DTM   | BMW P48 Turbo | BMW Team RBM                   | 25 | Philipp Eng           | Toutes  |
| BMW           | BMW M4 Turbo DTM   | BMW P48 Turbo | BMW Team RBM                   | 31 | Sheldon van der Linde | Toutes  |

## Calendrier
Un calendrier provisoire de dix courses est annoncé le 19 septembre 2019, avec cinq courses en Allemagne et quatre courses hors du pays,. Cependant, un nouveau calendrier est publié le 26 mars 2020 en raison de la pandémie de Covid-19 avant d'être à nouveau modifié le 3 juin,.
| 1                                              | Circuit de Spa-Francorchamps          | 1 Août        | 2 Août        |
| 2                                              | EuroSpeedway Lausitz (Circuit Sprint) | 15 Août       | 16 Août       |
| 3                                              | EuroSpeedway Lausitz (Circuit GP)     | 22 Août       | 23 Août       |
| 4                                              | TT Circuit Assen                      | 5 Septembre   | 6 Septembre   |
| 5                                              | Nürburgring (Circuit GP)              | 12 Septembre  | 13 Septembre  |
| 6                                              | Nürburgring (Circuit Sprint)          | 19 Septembre  | 20 Septembre  |
| 7                                              | Circuit Zolder                        | 10 Octobre    | 11 Octobre    |
| 8                                              | Circuit Zolder                        | 17 Octobre    | 18 Octobre    |
| 9                                              | Hockenheimring                        | 7 Novembre    | 8 Novembre    |
| Annulations à cause de la pandémie de Covid-19 |                                       |               |               |
|                                                | Circuit                               | Dates Prévues | Dates Prévues |
| Igora Drive, Priozersk                         | 30 Mai                                | 31 Mai        |               |
| Anderstorp Raceway, Anderstorp                 | 13 Juin                               | 14 Juin       |               |
| Autodromo Nazionale Monza, Monza               | 27 Juin                               | 28 Juin       |               |
| Norisring, Nuremberg                           | 11 Juillet                            | 12 Juillet    |               |
| Brands Hatch, Kent                             | 22 Août                               | 23 Août       |               |

## Résultats
| Manche | Manche | Circuit                    | Date         | Pole position | Meilleur tour         | Pilote vainqueur      | Écurie gagnante                | Constructeur gagnant |
| ------ | ------ | -------------------------- | ------------ | ------------- | --------------------- | --------------------- | ------------------------------ | -------------------- |
| 1      | C1     | Spa-Francorchamps          | 1er Août     | Robin Frijns  | Nico Müller           | Nico Müller           | Audi Sport Team Abt Sportsline | Audi                 |
| 1      | C2     | Spa-Francorchamps          | 2 Août       | René Rast     | René Rast             | Nico Müller           | Audi Sport Team Abt Sportsline | Audi                 |
| 2      | C1     | EuroSpeedway Lausitz Court | 15 Août      | Robin Frijns  | Nico Müller           | Nico Müller           | Audi Sport Team Abt Sportsline | Audi                 |
| 2      | C2     | EuroSpeedway Lausitz Court | 16 Août      | Robin Frijns  | Robin Frijns          | René Rast             | Audi Sport Team Rosberg        | Audi                 |
| 3      | C1     | EuroSpeedway Lausitz Long  | 22 Août      | Nico Müller   | Nico Müller           | René Rast             | Audi Sport Team Rosberg        | Audi                 |
| 3      | C2     | EuroSpeedway Lausitz Long  | 23 Août      | Robin Frijns  | Jamie Green           | Lucas Auer            | BMW Team RMR                   | BMW                  |
| 4      | C1     | TT Circuit Assen           | 5 Septembre  | Loïc Duval    | Fabio Scherer         | Robin Frijns          | Audi Sport Team Abt Sportsline | Audi                 |
| 4      | C2     | TT Circuit Assen           | 6 Septembre  | René Rast     | Sheldon van der Linde | Sheldon van der Linde | BMW Team RBM                   | BMW                  |
| 5      | C1     | Nürburgring Grand Prix     | 12 Septembre | Nico Müller   | Nico Müller           | Nico Müller           | Audi Sport Team Abt Sportsline | Audi                 |
| 5      | C2     | Nürburgring Grand Prix     | 13 Septembre | Nico Müller   | Robin Frijns          | Robin Frijns          | Audi Sport Team Abt Sportsline | Audi                 |
| 6      | C1     | Nürburgring Sprint         | 19 Septembre | René Rast     | Nico Müller           | Robin Frijns          | Audi Sport Team Abt Sportsline | Audi                 |
| 6      | C2     | Nürburgring Sprint         | 20 Septembre | Robin Frijns  | René Rast             | Nico Müller           | Audi Sport Team Abt Sportsline | Audi                 |
| 7      | C1     | Zolder I                   | 10 Octobre   | René Rast     | René Rast             | René Rast             | Audi Sport Team Rosberg        | Audi                 |
| 7      | C2     | Zolder I                   | 11 Octobre   | Timo Glock    | Marco Wittmann        | René Rast             | Audi Sport Team Rosberg        | Audi                 |
| 8      | C1     | Zolder II                  | 17 Octobre   | René Rast     | René Rast             | René Rast             | Audi Sport Team Rosberg        | Audi                 |
| 8      | C2     | Zolder II                  | 18 Octobre   | Ferdinand     | René Rast             | René Rast             | Audi Sport Team Rosberg        | Audi                 |
| 9      | C1     | Hockenheimring             | 7 Novembre   | René Rast     | René Rast             | Nico Müller           | Audi Sport Team Abt Sportsline | Audi                 |
| 9      | C2     | Hockenheimring             | 8 Novembre   | René Rast     | René Rast             | René Rast             | Audi Sport Team Rosberg        | Audi                 |

## Classements de la saison 2020
Système de points
Les points de la course sont attribués aux 10 premiers pilotes classés. 3, 2 et 1 points sont attribués aux trois premiers classés des qualifications. Aucun point n'est attribué pour le meilleur tour en course. Ce système d'attribution des points est utilisé pour chaque course du championnat.
| Position | 1er | 2e | 3e | 4e | 5e | 6e | 7e | 8e | 9e | 10e |
| Points   | 25  | 18 | 15 | 12 | 10 | 8  | 6  | 4  | 2  | 1   |

| Position | 1er | 2e | 3e |
| Points   | 3   | 2  | 1  |

### Classement des pilotes
| Pos. | Driver                | SPA | SPA  | LAU1  | LAU1 | LAU2 | LAU2 | TT | TT   | NÜR1 | NÜR1 | NÜR2 | NÜR2 | ZOL1 | ZOL1 | ZOL2 | ZOL2  | HOC  | HOC | Points |
| ---- | --------------------- | --- | ---- | ----- | ---- | ---- | ---- | -- | ---- | ---- | ---- | ---- | ---- | ---- | ---- | ---- | ----- | ---- | --- | ------ |
| 1    | René Rast             | 53  | 31   | 7     | 13   | 12   | 63   | 5  | 51   | 2    | 23   | 21   | 3    | 1    | 13   | 1    | 12    | 21   | 1   | 353    |
| 2    | Nico Müller           | 12  | 13   | 12    | 2    | 21   | 52   | 3  | 3    | 1    | 51   | 53   | 13   | 3    | 9    | 6    | 2     | 12   | 2   | 330    |
| 3    | Robin Frijns          | 91  | 2    | 31    | 41   | 3    | 31   | 12 | 23   | 53   | 12   | 12   | 21   | 23   | Abd. | 23   | Abd.3 | 7    | 5   | 279    |
| 4    | Mike Rockenfeller     | 4   | 5    | 11    | 5    | 6    | 11   | 4  | 11   | 4    | 3    | 9    | 7    | 8    | 2    | Abd. | 6     | 6    | 42  | 139    |
| 5    | Timo Glock            | 8   | 13   | 5     | 6    | 4    | 2    | 9  | 6    | 7    | 14   | 10   | 8    | 42   | 41   | 9    | 4     | 14†  | 8   | 120    |
| 6    | Sheldon van der Linde | 15  | 6    | 2     | 15   | 9    | 10   | 7  | 1    | 8    | 6    | 8    | 4    | 6    | 102  | 13   | 7     | 10   | 9   | 108    |
| 7    | Loïc Duval            | 3   | 7    | Abd.3 | 8    | 7    | 8    | 21 | 42   | 9    | 4    | Abd. | 9    | 10   | 13   |      |       | 4    | 6   | 108    |
| 8    | Jamie Green           | 2   | 4    | 8     | Abd. | 10   | 4    | NC | 12   | 13   | 7    | 14†  | 15†  | Abd. | 15   | 8    | 5     | 3    | 3   | 98     |
| 9    | Marco Wittmann        | 11  | 10   | 4     | 3    | 5    | 9    | 14 | 8    | 3    | 9    | 3    | 5    | 15†  | 8    | 10   | 8     | Abd. | 11  | 95     |
| 10   | Ferdinand Habsburg    | Np. | 15   | 6     | 10   | 11   | 14   | 8  | 7    | 11   | 15   | 7    | 62   | 7    | 7    | 32   | 101   | 11   | 14  | 68     |
| 11   | Jonathan Aberdein     | 10  | 9    | 15    | 9    | 14   | 7    | 6  | 13   | 10   | 8    | 6    | 10   | 11   | 11   | 4    | Abd.  | 53   | 7   | 62     |
| 12   | Lucas Auer            | 7   | 8    | 12    | 14   | 12   | 1    | 11 | 10   | 12   | 11   | 12   | 13   | 12   | 3    | 11   | Abd.  | 12   | 16  | 51     |
| 13   | Philipp Eng           | 6   | 11   | 9     | 7    | 8    | 12   | 13 | 9    | 6    | 10   | 4    | 12   | 9    | 14   | 12   | Abd.  | 9    | 10  | 48     |
| 14   | Harrison Newey        | 13  | Abd. | 10    | 12   | 15   | 13   | 12 | 15   | 14   | 13   | 11   | 11   | 5    | 6    | 7    | 9     | Abd. | 13  | 27     |
| 15   | Robert Kubica         | 14  | 14   | 13    | 13   | 16   | 16   | 10 | 14   | 16   | 12   | 13   | Abd. | 14   | 12   | Abd. | 3     | 8    | 15  | 20     |
| 16   | Fabio Scherer         | 12  | 12   | 14    | 11   | 13   | 15   | 15 | Abd. | 15   | 16†  | Abd. | 14   | 13   | 5    | 5    | Abd.  | 13†  | 12  | 20     |
| 17   | Benoît Tréluyer       |     |      |       |      |      |      |    |      |      |      |      |      |      |      | 14   | Abd.  |      |     | 0      |

| Couleur | Résultat           |
| ------- | ------------------ |
| Or      | Vainqueur          |
| Argent  | 2e place           |
| Bronze  | 3e place           |
| Vert    | Dans les points    |
| Bleu    | Hors des points    |
| Violet  | Abandon (Abd.)     |
| Rouge   | Non qualifié (DNQ) |
| Noire   | Disqualifié (DSQ)  |
| Blanc   | Non partant (NP)   |

### Classement des équipes
| Pos. | Équipe                         | No. | SPA | SPA  | LAU1  | LAU1 | LAU2 | LAU2 | TT | TT   | NÜR1 | NÜR1 | NÜR2 | NÜR2 | ZOL1 | ZOL1 | ZOL2 | ZOL2  | HOC  | HOC | Points |
| ---- | ------------------------------ | --- | --- | ---- | ----- | ---- | ---- | ---- | -- | ---- | ---- | ---- | ---- | ---- | ---- | ---- | ---- | ----- | ---- | --- | ------ |
| 1    | Audi Sport Team Abt Sportsline | 4   | 91  | 2    | 31    | 41   | 3    | 31   | 12 | 23   | 53   | 12   | 12   | 21   | 23   | Abd. | 23   | Abd.3 | 7    | 5   | 609    |
| 1    | Audi Sport Team Abt Sportsline | 51  | 12  | 13   | 12    | 2    | 21   | 52   | 3  | 3    | 1    | 51   | 53   | 13   | 3    | 9    | 6    | 2     | 12   | 2   | 609    |
| 2    | Audi Sport Team Rosberg        | 33  | 53  | 31   | 7     | 13   | 12   | 63   | 5  | 51   | 2    | 23   | 21   | 3    | 1    | 13   | 1    | 12    | 21   | 1   | 451    |
| 2    | Audi Sport Team Rosberg        | 53  | 2   | 4    | 8     | Abd. | 10   | 4    | NC | 12   | 13   | 7    | 14†  | 15†  | Abd. | 15   | 8    | 5     | 3    | 3   | 451    |
| 3    | Audi Sport Team Phoenix        | 19  |     |      |       |      |      |      |    |      |      |      |      |      |      |      | 14   | Abd.  |      |     | 247    |
| 3    | Audi Sport Team Phoenix        | 28  | 3   | 7    | Abd.3 | 8    | 7    | 8    | 21 | 42   | 9    | 4    | Abd. | 9    | 10   | 13   |      |       | 4    | 6   | 247    |
| 3    | Audi Sport Team Phoenix        | 99  | 4   | 5    | 11    | 5    | 6    | 11   | 4  | 11   | 4    | 3    | 9    | 7    | 8    | 2    | Abd. | 6     | 6    | 42  | 247    |
| 4    | BMW Team RMG                   | 11  | 11  | 10   | 4     | 3    | 5    | 9    | 14 | 8    | 3    | 9    | 3    | 5    | 15†  | 8    | 10   | 8     | Abd. | 11  | 215    |
| 4    | BMW Team RMG                   | 16  | 8   | 13   | 5     | 6    | 4    | 2    | 9  | 6    | 7    | 14   | 10   | 8    | 42   | 41   | 9    | 4     | 14†  | 8   | 215    |
| 5    | BMW Team RBM                   | 25  | 6   | 11   | 9     | 7    | 8    | 12   | 13 | 9    | 6    | 10   | 4    | 12   | 9    | 14   | 12   | Abd.  | 9    | 10  | 156    |
| 5    | BMW Team RBM                   | 31  | 15  | 6    | 2     | 15   | 9    | 10   | 7  | 1    | 8    | 6    | 8    | 4    | 6    | 102  | 13   | 7     | 10   | 9   | 156    |
| 6    | BMW Team RMR                   | 22  | 7   | 8    | 12    | 14   | 12   | 1    | 11 | 10   | 12   | 11   | 12   | 13   | 12   | 3    | 11   | Abd.  | 12   | 16  | 113    |
| 6    | BMW Team RMR                   | 27  | 10  | 9    | 15    | 9    | 14   | 7    | 6  | 13   | 10   | 8    | 6    | 10   | 11   | 11   | 4    | Abd.  | 53   | 7   | 113    |
| 7    | Audi Sport Team WRT            | 10  | 13  | Abd. | 10    | 12   | 15   | 13   | 12 | 15   | 14   | 13   | 11   | 11   | 5    | 6    | 7    | 9     | Abd. | 13  | 103    |
| 7    | Audi Sport Team WRT            | 13  | 12  | 12   | 14    | 11   | 13   | 15   | 15 | Abd. | 15   | 16†  | Abd. | 14   | 13   | 5    | 5    | Abd.  | 13†  | 12  | 103    |
| 7    | Audi Sport Team WRT            | 62  | Np. | 15   | 6     | 10   | 11   | 14   | 8  | 7    | 11   | 15   | 7    | 62   | 7    | 7    | 32   | 101   | 11   | 14  | 103    |
| 8    | Orlen Team ART                 | 8   | 14  | 14   | 13    | 13   | 16   | 16   | 10 | 14   | 16   | 12   | 13   | Abd. | 14   | 12   | Abd. | 3     | 8    | 15  | 20     |

### Classement des constructeurs
| Pos. | Constructeur | SPA | SPA | LAU1 | LAU1 | LAU2 | LAU2 | TT | TT | NÜR1 | NÜR1 | NÜR2 | NÜR2 | ZOL1 | ZOL1 | ZOL2 | ZOL2 | HOC | HOC | Points |
| ---- | ------------ | --- | --- | ---- | ---- | ---- | ---- | -- | -- | ---- | ---- | ---- | ---- | ---- | ---- | ---- | ---- | --- | --- | ------ |
| 1    | Audi         | 76  | 76  | 60   | 71   | 72   | 51   | 76 | 61 | 71   | 76   | 65   | 72   | 72   | 62   | 74   | 67   | 75  | 76  | 1253   |
| 2    | BMW          | 19  | 15  | 42   | 31   | 28   | 51   | 17 | 39 | 33   | 15   | 39   | 27   | 24   | 37   | 15   | 37   | 16  | 13  | 500    |